# La noche que dejó de llover
La noche que dejó de llover és una pel·lícula de cinema espanyola emmarcada dins de l'anomenat Cinema Galego escrita i dirigida per Alfonso Zarauza. Altres títols pels quals és coneguda la pel·lícula són Spleen i La noche de la puta i el pan. Ha estat produïda per Iroko Films i Perro Verde Films, produïda per Harold Sánchez i Manuel Cristóbal amb el suport de l'ICAA, la Xunta de Galicia, la TVGA, la Film Comission de Santiago de Compostel·la i l'Axencia Gallega do Audiovisual.

## Argument
Mitjançant un format de road movie, la pel·lícula es desenvolupa durant una nit per l'interior d'una màgica ciutat de pedra, Santiago de Compostel·la, que acaba sent també protagonista. Els camins de Spleen (Luis Tosar) i La Russa (Nora Tschirner) es creuen per a unir les seves destinacions en un viatge inesperat, tendre i surrealista. Un viatge per l'interior de la ciutat, de la nit i d'ells mateixos, que canviarà les seves vides per sempre.

## Repartiment
- Luís Tosar com Spleen
- Nora Tschirner com a rusa
- Chete Lera com Luna
- Mercedes Sampietro com Gabeiras
- Macarena Gómez
- Miguel de Lira com Nécora

## Premis
- Premi al guió al Festival de Cinema Llatí de Los Angeles.[3]
- Premi al millor director, guió i millor música original en la 7a edició dels Premis Mestre Mateo.[4]